# Dolní Nivy
Dolní Nivy là một làng thuộc huyện Sokolov, vùng Karlovarský, Cộng hòa Séc.